# Tanytarsus acuminatus
Tanytarsus acuminatus är en tvåvingeart som beskrevs av Jean-Jacques Kieffer 1926. Tanytarsus acuminatus ingår i släktet Tanytarsus och familjen fjädermyggor. Inga underarter finns listade i Catalogue of Life.